# Letra caligráfica
A letra caligráfica é um estilo de caracteres tipográficos que se aproxima da caligrafia manuscrita tendo a idéia de elegância, liberdade e, singularidade. Assim, empresas como a Coca-Cola e o Instagram fazem uso deste modelo para gerar impacto diante de tantas outras marcas.
A caligráfica é dividida em: formais e casuais. Onde, a formal tem vários floreios e ornamentos e, a casual é mais simplista e objetiva.